# 拉科維采尼鄉
45°22′N 26°54′E / 45.367°N 26.900°E
拉科維采尼鄉（羅馬尼亞語：Comuna Racovițeni, Buzău），是羅馬尼亞的鄉份，位於該國東南部，由布澤烏縣負責管轄，面積33平方公里，海拔高度230米，2007年人口1,434，人口密度每平方公里43人。